# Урулюнгуйські западини
Урулюнгуйські западини — загальна назва двох западин (Західно-Урулюнгуйської та Східно-Урулюнгуйської), розташованих головним чином на території Забайкальського краю Росії.

## Розташування
Західно-Урулюнгуйська западина розташована між Нерчинським і Клічкінським хребтами, Східно-Урулюнгуйська — між Клічкінським і Аргунським. Западини ізольовані одна від одної. Загальна протяжність перевищує 210 км, при цьому ширина варіюється від 2-3 до 20 км (і більше).
Західно-Урулюнгуйська западина тягнеться від верхньої течії річки Урулюнгуй на південному заході до російсько-китайського кордону (з продовженням на території Китаю). Протяжність западини становить 140 км, середня ширина — 20-22 км.
Східно-Урулюнгуйська западина починається в паді Сухий Урулюнгуй (поблизу Краснокаменська) і простягається спочатку в північно-східному (до околиць села Досатуй), потім у східному напрямку (до злиття з Аргунською западиною). Протяжність западини становить близько 100 км при середній ширині 15-17 км.

## Геологія
В геологічному відношенні Урулюнгуйські западини становлять єдину кайнозойську морфоструктуру, об'єднану долиною Урулюнгуя. Обидві западини мають характерні риси западин як забайкальського, так і гобійського типу. Вони являють собою протозападини, що містять осадові, гранітоїдні і базальтоїдні формації з проявами бурого вугілля, цеолітів і фосфоритів. Вік формацій верхньоюрський — нижньокрейдовий, зверху вони прикриті кайнозойськими континентальними відкладеннями невеликої потужності.
Абсолютні позначки днища у Західно-Урулюнгуйскої западини коливаються від 600 до 700 м, у Східно-Урулюнгуйскої — від 510 до 620 м. Борти западин сполучаються з оточуючими позитивними морфоструктурами переважно плавно. Основні типи ландшафту — степи, прирічні луки, солончаки, озера.